# Col de la Bâthie
Le col de la Bâthie est un col de France situé en Savoie, dans le massif du Beaufortain.

## Géographie
Situé à 1 889 mètres d'altitude, il est entouré par le secteur du mont Mirantin avec la pointe de Lavouet au nord-ouest et le secteur du Grand Mont avec la pointe de la Grande Combe au sud-est. Au sud-ouest, il s'ouvre sur la vallée de la Tarentaise au-dessus de la Bâthie et au nord-est sur le Beaufortain au-dessus d'Arêches.
Il est accessible par plusieurs chemins et sentiers de randonnée dont le GRP Tour du Beaufortain.

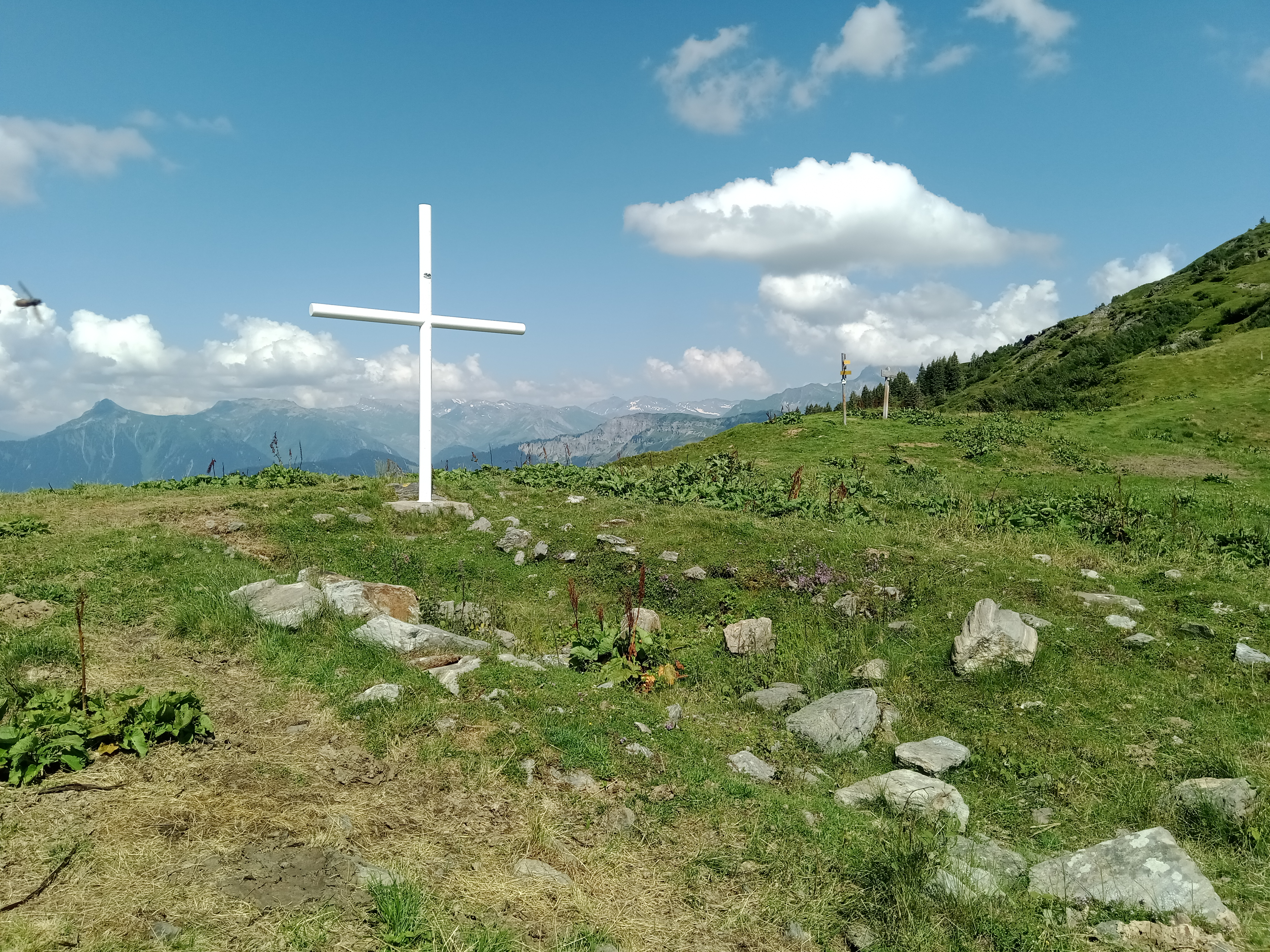
Croix au col.

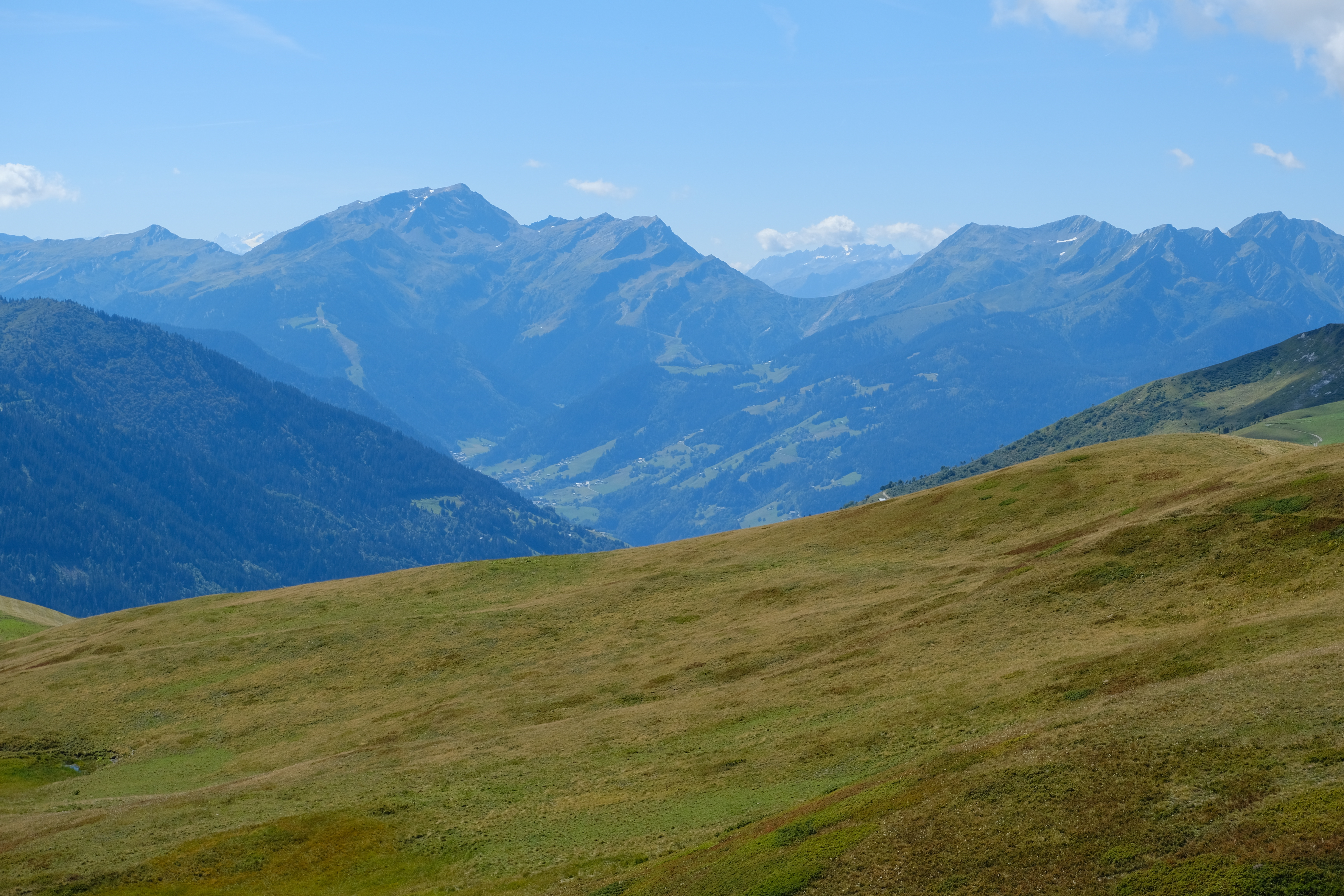
Vue depuis le col de Véry au nord-est du col de la Bâthie entre le Grand Mont à gauche et le mont Mirantin à droite avec le massif de la Lauzière en arrière plan.